# Henry Brougham (Racketsspieler)
Henry Brougham (* 8. Juli 1888 in Crowthorne; † 18. Februar 1923 in La Croix-Valmer, Frankreich) war ein britischer Racketsspieler.

## Erfolge
Bei den Olympischen Spielen 1908 in London nahm Henry Brougham an den Racketswettbewerben im Einzel teil. Nach einer Niederlage im Halbfinale gegen Evan Baillie Noel gewann er die Bronzemedaille.
Brougham diente während des Ersten Weltkriegs als Major bei der Royal Artillery. 1917 erlitt er eine schwere Gasvergiftung, deren Folgen sechs Jahre später zu seinem Tod führten.